# FRAPH
Le FRAPH (Front Révolutionnaire Armé pour le Progrès d’Haïti, puis devenu Front pour l'Avancement et le Progrès Haïtien), fut une organisation paramilitaire d'extrême droite, de type escadron de la mort qui terrorisa, avec les mêmes méthodes violentes des sinistres Tontons macoutes, la population haïtienne en commettant de nombreux crimes, exécutions sommaires, enlèvements et viols. Le FRAPH fut créé en 1991 par Emmanuel Constant et Louis-Jodel Chamblain.
C'est au lendemain du coup d'État militaire qui renversa une première fois le président Jean-Bertrand Aristide, le 30 septembre 1991, que fut créée cette organisation paramilitaire, afin de suppléer les Forces armées d'Haïti (FADH) pendant la dictature du régime militaire de Raoul Cédras.
Le FRAPH a œuvré de concert avec les Forces armées d’Haïti dans leur campagne de terreur et de répression contre la population civile d'Haïti. Le FRAPH fut soutenu financièrement et armé par la CIA[réf. nécessaire]. Ses hommes de main reçurent une formation par l'armée haïtienne. Le FRAPH fut utilisé par les militaires pour exercer le contrôle de la population.
Le FRAPH a perpétré de nombreuses violations des droits de l’homme dont leur «spécialité» qui était la violence sexuelle contre les femmes. La plupart des crimes de FRAPH furent commis dans les quartiers les plus pauvres des villes haïtiennes, car c’était là où se concentrait la base du support populaire d’Aristide. Le FRAPH participa notamment au massacre de Raboteau. En déclarant ouvertement qu’il était à la tête d'un mouvement néo duvaliériste sous la bannière du FRAPH, Emmanuel Constant a cherché à créer une façade politique pour ses activités violentes.
Aux États-Unis, l'arrivée de Bill Clinton ouvre de nouvelles perspectives relationnelles entre les deux pays. Aristide fut reçu par Clinton. Le FRAPH fut officiellement dissout après le retour d'Aristide, le 15 octobre 1994, et l'exil de ses chefs. Emmanuel Constant et Louis-Jodel Chamblain se retirèrent aux États-Unis.
La justice haïtienne a jugé par contumace, les principaux responsables du FRAPH pour les nombreux crimes commis, notamment le massacre de Raboteau et le meurtre de l'homme d'affaires Antoine Izméry. Emmanuel Constant fut condamné par contumace aux travaux forcés à perpétuité. Il ne revint jamais à Haïti et vit en exil à l'étranger.
En février 2004, Chamblain revint d'exil, pour participer à une nouvelle rébellion contre le président Aristide et dirigée par Amiot Métayer puis après son assassinat, par son frère Buteur Métayer. Peu de temps après son retour, Chamblain s'empara de la ville de Hinche avec les forces rebelles de Guy Philippe. Aristide finit par être renversé par le coup d'État de 2004 à Haïti.
Après le retour de Chamblain et l'effondrement du gouvernement d'Aristide en 2004, Amnesty International demanda aux casques bleus de l'ONU, de procéder à l'arrestation de Chamblain pour sa participation présumée à des crimes de guerre, notamment en 1987, 1991 et 1993-1994. En avril 2004, Chamblain se rendit aux autorités pour faire face à un nouveau procès. Il fut acquitté dans le cas de l'assassinat Izméry. L'ambassadeur américain à Port-au-Prince, James Foley a sévèrement condamné cette libération, la qualifiant de scandaleuse.
Malgré cet acquittement, il resta toujours détenu par les autorités judiciaires qui enquêtaient sur sa responsabilité dans l'incendie qui avait ravagé en partie la Cité Soleil, un bidonville à l'extérieur de la capitale de Port-au-Prince en 1993. Il a finalement été libéré de prison en août 2005 en vertu d'un arrêt de la Cour d'Appel de Port-au-Prince. Le 16 août 2004, une organisation haïtienne de défense des droits de l’homme, la Coalition nationale pour les droits des Haïtiens s’était déclarée profondément « préoccupée » par un procès organisé « de manière incompréhensible, à la ,va-vite » et destiné, selon cette organisation, à trouver « un compromis politique entre le gouvernement provisoire et les anciens rebelles pour blanchir l’ex-numéro 2 du FRAPH ».
Dans un rapport sur Haïti, datant de 2004, l'organisation Amnesty International indique que trente-sept accusés dont le général Raoul Cédras, chef du gouvernement militaire, Emmanuel Constant, dirigeant et fondateur de l'organisation paramilitaire, les FRAPH, Michel François, chef de la police et l’adjoint de Cédras, Philippe Biamby, ont été condamnés par contumace. Ils ont écopé de peines d’emprisonnement à perpétuité assorties de travaux forcés et d’une amende d’un milliard de gourdes, l’équivalent de 43 millions d’euros. Ils n’ont toutefois toujours pas été arrêtés.